# All Through the Night
All Through the Night – utwór muzyczny amerykańskiej piosenkarki Cyndi Lauper pochodzący z jej debiutanckiego albumu She's So Unusual. Autorem tekstu jest Jules Shear, który nagrał piosenkę w stylu folkowo-rockowym na płytę Watch Dog. Własną wersję utworu stworzyli również The Cars, jednak nie umieścili jej na żadnym albumie. Następnie na nagranie zdecydowała się Lauper. Początkowo miała nagrać cover bez zmian w stosunku do oryginalnej wersji, jednak ostatecznie zdecydowała się stworzyć popową balladę.
Utwór był jedynym światowym singlem Lauper, do którego nie został nagrany teledysk. Dotarł do piątego miejsca na liście Billboard Hot 100, stając się tym samym czwartym singlem Lauper, który znalazł się w czołowej piątce tego zestawienia w Stanach Zjednoczonych. Wokalistka została pierwszą kobietą w 26-letniej historii rankingu Billboard, której pięć singli pochodzących z tego samego albumu dotarło do piątki najlepszych na liście Hot 100. Utwór zebrał od krytyków raczej pozytywne recenzje. W 2005 roku Lauper nagrała akustyczną wersję na album The Body Acoustic, z Shaggym jako wokalistą wspierającym.

## Historia

### Powstanie tekstu i dalszy rozwój

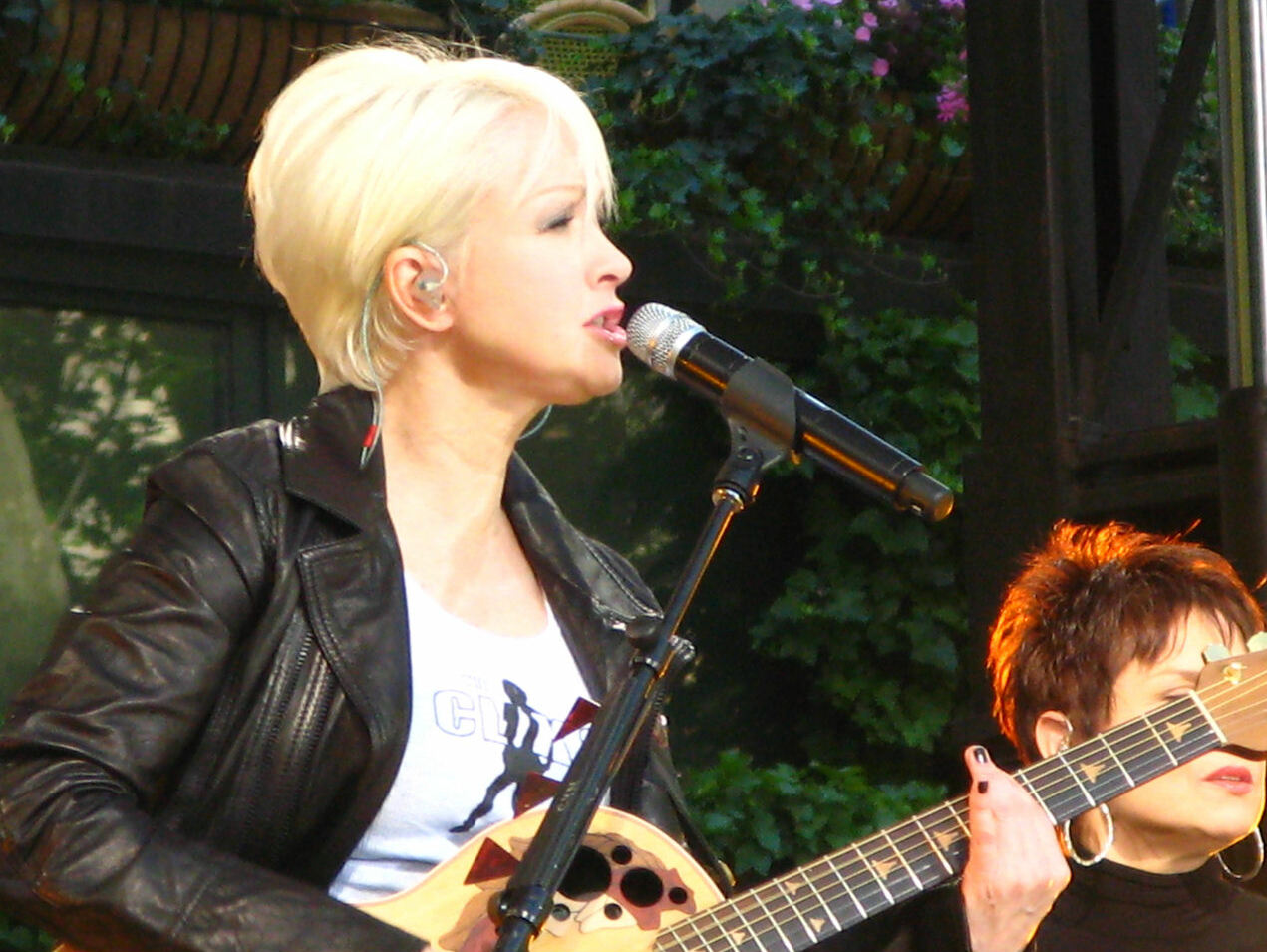
Cyndi Lauper podczas koncertu.

Utwór napisał Jules Shear, który zamieścił go na swoim debiutanckim solowym albumie z 1983 roku Watch Dog. Później w wywiadzie Shear odniósł się do wersji Lauper: „To dla mnie swego rodzaju nagroda – oto Cyndi Lauper nagrała utwór z mojego albumu. Na początku myślałem, że nikt o nim nie usłyszy, a tu nagle ona doprowadza go do czołowej piątki w rankingach”. Bardzo się cieszę, że ludzie znają te [moje] piosenki. Uważam, że [inne wersje] są naprawdę dobre. Problem jest jednak z ludźmi, którzy nie wiedzą, że to ja je napisałem, a potem myślą sobie: „O mój Boże, on śpiewa tę piosenkę Cyndi Lauper”. Zdaniem samej Lauper wersja Sheara „brzmi jakby to była piosenka Beatlesów, jest naprawdę świetna”.
Przed Lauper utwór nagrał zespół The Cars, jednak ostatecznie nie został on wydany na żadnym albumie. Wersja Sheara nagrana byłą w stylu folkowo-rockowym, lecz Lauper zdecydowała się na popową balladę, w której ważną rolę miał odgrywać syntezator. Początkowo wokalistka chciała uzyskać brzmienie z wersji Sheara i dodać odrobinę akustycznych dźwięków, jednak ostatecznie zmieniła zdanie i postanowiła zaśpiewać piosenkę w swoim własnym stylu. „All Through The Night” jako jedyny singel na albumie nie ma teledysku. W 2005 roku Lauper nagrała piosenkę na album The Body Acoustic, na którym znalazły się wersje akustyczne niektórych utworów piosenkarki. Do nagrania nowej wersji Lauper zaangażowała Shaggy’ego.

Mieliśmy trudności z nagraniem pierwszej linijki. Pojawiły się problemy z taśmą, słychać było jakieś uderzenia. (...) Przez całą pieprzoną noc próbowałam zaśpiewać tę linijkę. Próbowałam, rezygnowałam, potem znowu próbowałam, aż w końcu, gdy nastał już świt i myślałam, że zaraz oszaleję, udało się.

### Muzyka i tekst
Wersja Sheara opiera się na tonacji F-dur i utrzymuje tempo około 96 uderzeń na minutę. W coverze wokal piosenkarki mieści się w skali od oktawy A3 do C5. Swojego głosu użyczył również sam Shear, który falsetem wykonał melodię w końcowej części utworu oraz zaśpiewał z Lauper w refrenie. Refren został nieumyślnie zmieniony względem oryginału po tym, jak wokalistka słysząc wysoki śpiew Sheara uznała go za wokal wiodący. Przekazem utworu jest ta sama koncepcja opartej na silnych uczuciach miłości, która była podkreślona w poprzednim singlu Lauper, „Time After Time”.

## Odbiór
Utwór został raczej pozytywnie oceniony przez krytyków. Według Dona McLeese’a z Chicago Sun-Times Lauper „wykorzystała swoją skalę głosu w najlepszy możliwy sposób”. The Philadelphia Inquirer pisał o „silnym głosie” Lauper, jednak w innej recenzji tej gazety ukazała się opinia, że piosenka nie jest „aż tak dobrą wersją szalenie dobrego utworu Julesa Sheara”. Richard Harrington z The Washington Post stwierdził, że jest to „najbardziej refleksyjna piosenka” w dorobku wokalistki. Zdaniem dziennikarza Sensible Sound, Kevina Easta, utwór ma „mocną, melancholiczną melodię”, zaś Leslie Gray Streeter z The Palm Beach Post określił utwór jako „cudowny” i „delikatny”. Fanem wersji Lauper okazał się również Shear: „To, co zrobiła Cyndi Lauper, jest znakomite, ponieważ nagrała to w zupełnie inny sposób niż ja”. Dziennikarz AllMusic, Stephen Thomas Erlewine stwierdził, że utwór „należy do najlepszych w tej części albumu”. Stewart Mason, również z AllMusic, porównując wersje Lauper i Sheara, stwierdził, że „oryginał jest dobry, ale wykonanie Lauper jest „czystym arcydziełem muzyki pop”. Sal Cinquemani z magazynu Slant uważa piosenkę za „jedno z największych popowych dzieł lat 80.”. Dziennikarz Rolling Stone, Kurt Loder pisał o „wyszukanej interpretacji” utworu. Bruno MacDonald w książce „1001 albumów muzycznych. Historia muzyki rozrywkowej” określił utwór jako „elegancki”.

## Pozycje na listach przebojów

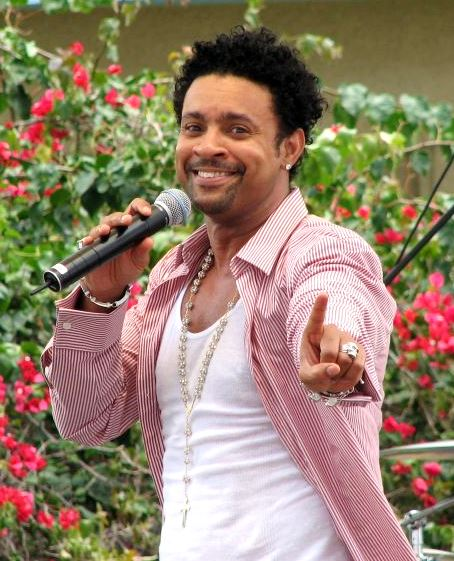
Shaggy, który zaśpiewał z Lauper w akustycznej wersji „All Through the Night”.

Piosenka została wydana w Stanach Zjednoczonych we wrześniu 1984 roku. W rankingu Billboard Hot 100 zadebiutowała na 49. miejscu. Po dziesięciu tygodniach awansowała na swoje najwyższe, piąte miejsce, stając się tym samym czwartym kolejnym singlem Lauper, który znalazł się wśród pięciu najlepszych piosenek w zestawieniu. Utwór osiągnął również sukces na liście Adult Contemporary, przez trzy tygodnie zajmując czwarte miejsce. Dzięki piosence Lauper stała się pierwszą kobietą, której cztery utwory z debiutanckiego albumu dotarły do czołowej dziesiątki w zestawieniu Billboard 100. W grudniu 1984 w Kanadzie singel zajął siódme miejsce na liście RPM singles, zaś w styczniu 1985 organizacja Music Canada przyznała mu złoty certyfikat.
W Wielkiej Brytanii piosenka nie podzieliła sukcesu poprzedniczek. W listopadzie 1984 zadebiutowała na 82. miejscu listy UK Singles Chart i dotarła na miejsce 64, pozostając na liście przez sześć tygodni. Podobne wyniki osiągała w innych krajach Europy – w Szwajcarii zajęła 16. miejsce, a w Niemczech 35. Większy sukces osiągnęła w Austrii, gdzie awansowała na piątą pozycję, stając się czwartym kolejnym singlem piosenkarki, który zajął w tym kraju miejsce w czołowej piątce.

## Wydanie singla
Winyl 7-calowy
1. „All Through the Night” – 4:33
2. „Witness” – 3:40

## Personel
Źródło:
- Cyndi Lauper – wokal
- Jules Shear – autor tekstu, wokal wspierający
- Rick Chertoff – producent
- Lennie Petze – producent wykonawczy
- Caroline Greyshock – zdjęcia
- Janet Perr – autor okładki

## Covery
Swoje wersje utworu nagrali tacy artyści jak Marie Fredriksson, Tori Amos, Novaspace, Nana Mouskouri, Manfred Mann’s Earth Band, Sam Llanas, Tommy february6 (album We Love Cyndi – Tribute to Cyndi Lauper), Girlyman, a także Sleeping at Last, którego cover pojawił się w 14. odcinku dziesiątego sezonu serialu Chirurdzy oraz w drugim odcinku szóstego sezonu Pamiętników wampirów. W ćwierćfinale czwartej edycji telewizyjnego programu muzycznego The Voice UK piosenkę zaśpiewał Stevie McCrorie, późniejszy zwycięzca całego show.

## Rankingi

### Listy cotygodniowe
| Państwo/Region    | Listy (1984)                          | Najwyższe miejsce |
| ----------------- | ------------------------------------- | ----------------- |
| Australia         | Australian Kent Music Report          | 17                |
| Austria           | Austrian Singles Chart                | 5                 |
| Kanada            | Canadian RPM Singles Chart            | 7                 |
| RFN               | German Singles Chart                  | 35                |
| Nowa Zelandia     | New Zealand RIANZ Singles Chart       | 19                |
| Szwecja           | Swiss Singles Chart                   | 16                |
| Wielka Brytania   | UK Singles Chart                      | 64                |
| Stany Zjednoczone | U.S. Billboard Hot 100                | 5                 |
| Stany Zjednoczone | U.S. Billboard Hot Adult Contemporary | 4                 |

| Państwo | Lista przebojów (1984)     | Miejsce |
| ------- | -------------------------- | ------- |
| Kanada  | Canadian RPM Singles Chart | 75      |

| Kraj   | Organizacja  | Certyfikat | Sprzedane egzemplarze |
| ------ | ------------ | ---------- | --------------------- |
| Kanada | Music Canada | Złoto      | 50 000+               |